# Modrič, Slovenska Bistrica
Modrič je naselje v Občini Slovenska Bistricain krajevni skupnosti Kebelj.